# Gagea multipedunculifera
Gagea multipedunculifera là một loài thực vật có hoa trong họ Liliaceae. Loài này được Levichev mô tả khoa học đầu tiên năm 2001.